# João Leite (político)
João Leite da Silva Neto (Belo Horizonte, 13 de outubro de 1955) é um político e ex-futebolista brasileiro, filiado ao Partido da Social Democracia Brasileira. Teve grande destaque no Atlético Mineiro nas décadas de 70 e 80, atuando como goleiro.

## Biografia
Natural de Belo Horizonte, João Leite é licenciado em História pelo Centro Universitário de Belo Horizonte. Sua vida profissional  começou como atleta de futebol, jogando como goleiro no Clube Atlético Mineiro. Também jogou no Guarani de Campinas, no Vitória de Guimarães, em Portugal e na Seleção Brasileira, quando foi comandada por Cláudio Coutinho e Telê Santana, em 1981 e 1982. Em sua vida de atleta, João Leite foi o jogador que mais vestiu a camisa do Galo: 684 vezes, tendo conquistado 11 títulos estaduais e uma Conmebol.
João Leite fez sua estreia profissional como goleiro do Galo aos 21 anos, em 1976. Formado nas categorias de base do Atlético, João Leite assumiu a camisa 1 para substituir o argentino Miguel Ángel Ortiz, machucado, e se tornou um dos destaques do time que acabou sendo vice-campeão brasileiro invicto. Defendeu dois pênaltis na final contra o São Paulo, o que não impediu o título dos paulistas. Atuou também como goleiro da Seleção Brasileira.
Ao encerrar a carreira de atleta, João Leite dedicou-se à política. Foi vereador por Belo Horizonte e eleito deputado estadual por seis mandatos sucessivos, tendo sido o mais votado do Estado nas eleições de 1998 e 2002.
No primeiro governo de Aécio Neves, assumiu o cargo de secretário de estado de Desenvolvimento Social e Esportes, e foi o responsável por essa nova pasta que integrou as políticas públicas de Assistência Social, Trabalho, Anti-drogas, Direitos Humanos, Criança e Adolescente, e Esportes.
Em 28 de julho de 2016, com apoio do PP, DEM, PPS, PRB e PRTB João Leite foi escolhido como candidato do PSDB à Prefeitura de Belo Horizonte. A disputa da prefeitura em BH teve segundo turno, e João Leite ficou em segundo lugar, perdendo para seu adversário Alexandre Kalil (PHS).

## Carreira Política
Como secretário municipal de Esportes, implementou 12 projetos, como o Superar, voltado à prática esportiva para portadores de necessidades especiais, e o Quadras Abertas, que promovia atividades físicas em 200 quadras de rua simultaneamente. Em 1994, elegeu-se deputado estadual, sendo o oitavo mais votado no estado. Presidiu a Comissão de Direitos e Garantias Fundamentais, e comandou a CPI do sistema carcerário. Em 1998, reelegeu-se como o terceiro deputado mais votado de Minas Gerais. Presidiu a CPI das Carteiras de Habilitação.
Em 2000, candidatou-se à prefeitura de Belo Horizonte pelo PSDB. João Leite classificou-se para o segundo turno ao obter 372.257 votos (31,25%), enquanto o então prefeito Célio de Castro obteve 518.600 votos (43,54%). No segundo turno, João Leite obteve 562.863 votos (45,05%) e foi derrotado por Célio de Castro que recebeu 686.378 votos (54,94%).
Em 2004, candidatou-se novamente à prefeitura de Belo Horizonte, desta vez pelo PSB e tendo a ex-deputada federal Maria Elvira (PMDB) como candidata a vice-prefeita. A sua coligação recebeu o nome "Novos Horizontes" e foi composta pelo PSB, PSDB, PP, PMDB, PSC, PSDC, PRTB, PHS, PTC, PV e PTdoB. João Leite obteve 290.194 votos (22,78%) e foi derrotado no primeiro turno por Fernando Pimentel que obteve 872.601 votos (68,49%).
De 2003 até 2004, foi Secretário Estadual de Desenvolvimento Social e Esportes de Minas Gerais durante o primeiro governo de Aécio Neves.
Em 2006, João Leite voltou para o PSDB e foi reeleito deputado estadual com 94.656 votos, sendo reeleito em 2010 com 84.316 votos, e reeleito em 2014 com 63.623 votos.
Em 28 de julho de 2016, João Leite foi oficializado como candidato à prefeitura de Belo Horizonte pelo PSDB. Em 31 de julho, o vereador Ronaldo Gontijo (PPS) foi anunciado como candidato a vice-prefeito. Sua coligação é chamada de "Juntos por BH" e é composta pelo PSDB, PPS, PP, DEM, PRTB e PRB. Desde o início da campanha, João Leite liderou as pesquisas com 21% à 30% das intenções de votos, portanto foi derrotado no segundo turno pelo candidato do PHS, Alexandre Kallil, que obteve 52,98% (628.050) dos votos, enquanto João Leite obteve 47,02% (557.356) 

## Conquistas durante a carreira no futebol
Atlético Mineiro
- Copa Conmebol: 1992
- Copa dos Campeões da Copa Brasil: 1978
- Campeonato Mineiro: 1976 (invicto), 1978, 1979, 1980, 1981, 1982, 1983, 1985, 1986, 1988 e 1991
- Taça Minas Gerais: 1975, 1976, 1979, 1986 e 1987
- Troféu Conde de Fenosa: 1976
- Troféu Cidade de Vigo: 1977
- Torneio da Costa do Sol: 1980
- Torneio de Paris: 1982
- Torneio de Bilbau: 1982
- Torneio de Berna: 1983
- Torneio de Amsterdã: 1984
- Troféu Brasília 21 Anos: 1981
- Taça Governador Aureliano Chaves: 1977
- Taça Governador Tancredo Neves: 1983
- Troféu Jornalista Sérgio Ferrara: 1985
- Taça 40 Anos do Sindicato dos Jornalistas: 1985

## Campanhas de destaque
Atlético Mineiro
- Campeonato Brasileiro: 1977 (vice-campeão invicto) e 1980 (vice-campeão)
- Campeonato Brasileiro: 1985 (líder do Grupo A, na primeira fase)
- Copa União: 1987 (líder da Chave A do Módulo Verde, tanto na primeira como na segunda fase)

América Mineiro
- Campeonato Brasileiro de Futebol - Série C: 1990 (vice-campeão)

Seleção Brasileira
- Copa América: 1979 (3º colocado)
- Mundialito FIFA: 1980 (vice-campeão)

## Prêmios individuais
- Bola de Prata da Revista Placar: Campeonato Brasileiro de 1979